# Giovanni Cagliero
Don Giovanni Cagliero, S.D.B (Castelnuovo d'Asti, 11 januari 1838 - Rome, 28 februari 1926) was een Italiaans geestelijke en kardinaal van de Rooms-Katholieke Kerk. Hij was de eerste bisschop en kardinaal van de orde van de Salesianen.
Cagliero bezocht het seminarie van Castelnuovo d'Asti en studeerde vervolgens aan de Universiteit van Turijn. Hij trad hierna in bij de Vrome broederschap van St. Franciscus van Sales, later bekend als de orde van de Salesianen van Don Bosco. Cagliero was een van Don Bosco's favoriete leerlingen en hielp mee bij het uitbouwen van de jonge salesiaanse congregatie. Hij ontving zijn habijt uit handen van de later heilig verklaarde ordestichter zelf. Hij werd op 14 juni 1862 priester gewijd. Vanaf dat jaar tot 1876 doceerde hij aan het Salesiaans Studiehuis in Turijn. Hierna vertrok hij naar Argentinië en stichtte hij er een aantal Salesiaanse gemeenschappen. Deze stonden aanvankelijk ten dienste van de Italiaanse emigranten, maar later ook van de oorspronkelijke bevolking. In 1883 werd hij door paus Leo XIII benoemd tot pro-apostolisch vicaris van het apostolisch vicariaat Noord-Patagonië. In 1884 werd hij door diezelfde paus benoemd tot titulair bisschop van Magido.
In 1904 benoemde paus Pius X hem tot titulair aartsbisschop van Sebaste. Hij was vervolgens visitator voor een aantal Italiaanse bisdommen. In 1908 werd hij benoemd tot apostolisch delegaat voor Costa Rica en Nicaragua.
Paus Benedictus XV creëerde hem kardinaal in het consistorie van 6 december 1915. De San Bernardo alle Terme werd zijn titelkerk. Hij was de eerste Salesiaan die kardinaal werd. In 1920 werd hij kardinaal-bisschop van het suburbicair bisdom Frascati. Kardinaal Cagliero nam deel aan het conclaaf van 1922 dat leidde tot de verkiezing van paus Pius XI.
Hij overleed in Rome. Zijn lichaam werd bijgezet in de grafkelder van de H. Congregatie tot Voortplanting des Geloofs op Campo Verano.
- Biblioteca Nacional de España: XX1570461
- Bibliothèque nationale de France: cb14811637j (data)
- Gemeinsame Normdatei: 1027276180
- International Standard Name Identifier: 0000 0001 1949 482X
- Library of Congress Control Number: nr92015514
- Istituto Centrale per il Catalogo Unico: RAVV093847
- Système universitaire de documentation: 244962820
- Virtual International Authority File: 47026955
- WorldCat: E39PBJdmmtfxx3Pq7PTJMTgh73

1. ↑  Wim Collin, S.D.B., Met don Cagliero op avontuur, Don Bosco Vlaanderen, juli-augustus 2019, p. 10